# دهه ۴۶۰ (میلادی)
دهه ۴۶۰ (میلادی) دهه چهل و ششم تقویم میلادی است.

## درگذشتگان
‎